# OSF.8759
OSF.8759 ist ein Computervirus, der ELF-Binärdateien auf Linux-Systemen infiziert.

## Funktion
Der Virus vergrößert die infizierten Dateien um jeweils 8759 Bytes, 4662 davon sind eine Backdoor, die hinten an die Binärdatei angefügt ist. Laut Viruslist.com ist die Backdoor dafür ausgelegt, dass sie nicht zur ELF-Dateistruktur passt. Dadurch können später veränderte Versionen in den Code eingefügt werden.
Der Virus versucht alle Dateien in seinem Verzeichnis rekursiv zu infizieren. Sobald er mit Root-Konto-Rechten gestartet wird, versucht er alle Dateien im /bin Verzeichnis zu kompromittieren. In jedem Fall werden jedoch maximal 200 Dateien in einem Programmlauf infiziert. Dateien aus den Verzeichnissen /dev und /proc und alle Dateien mit der Endung ps wie in maps werden nicht angegriffen. Die Backdoor liest das UDP auf Port 3049 aus und stellt Befehle zur Verfügung, die Binärdateien auf dem Zielsystem ausführen. Während der Ausführung probiert der Virus, die Firewall-Regeln zu verändern, um die Backdoor nicht zu stören. Er startet außerdem einen eigenen Debugger, um Debugging auf dem System zu verhindern. Sollte der Debugger nicht starten können, ist es möglich, dass vom System schon ein Debugger gestartet wurde. In diesem Fall beendet sich das Programm.